# Saltø
Saltø er en gammel hovedgård, som nævnes første gang i 1330. Gården ligger i Karrebæk Sogn i Næstved Kommune. Hovedbygningen er opført i 1590 og er ombygget i 1694-1724-1899-1900
Saltø Gods er på 1015 hektar

## Ejere af Saltø
- (1330-1350) Jacob Fleb
- (1350-1351) Slægten Fleb
- (1351-1353) Nicolaus af Jura
- (1353-1377) Merman af Jura
- (1377-1386) Ernst af Gleichen
- (1386-1393) Kronen
- (1393-1536) Roskilde Bispestol
- (1536-1646) Kronen
- (1646) Prins Valdemar Christian
- (1646-1661) Corfitz Ulfeldt
- (1661-1668) Kronen
- (1668-1681) Otto Pogwisch
- (1681-1693) Knud Thott
- (1693-1725) Matthias Numsen
- (1725-1758) Carl Adolph von Plessen
- (1758-1763) Frederik Christian von Plessen
- (1763-1771) Christian Ludvig Scheel-Plessen / Christian Frederik von Plessen / Carl Adolph von Plessen (diplomat)
- (1771-1801) Christian Ludvig Scheel-Plessen
- (1801-1819) Mogens Scheel-Plessen
- (1819-1853) Mogens Joachim Scheel-Plessen
- (1853-1876) Wulff Heinrich Bernhard Scheel-Plessen
- (1876-1892) Carl Theodor August Scheel-Plessen
- (1892-1924) Wulff Christian August Scheel-Plessen
- (1924-1925) Gustav Scheel-Plessen
- (1925-1948) Magnus Scheel-Plessen
- (1948-) Carl-Alexander Magnus Hans-Erich Scheel-Plessen